# KEIRINグランプリ2020
KEIRINグランプリ2020（ケイリングランプリにーぜろにーぜろ）は、2020年12月30日に平塚競輪場で行われた、KEIRINグランプリの36回目の開催。

## 出場選手
- 2020年11月23日に行われた第62回朝日新聞社杯競輪祭決勝戦終了後、出場選手が決定された。
- 取得賞金順位は2020年11月23日時点による。

| 車番   | 選手名     | 登録地 | 出場要件事項                                    | 出場回数           |
| ------ | ---------- | ------ | ----------------------------------------------- | ------------------ |
| 1      | 郡司浩平   | 神奈川 | 競輪祭（小倉） 優勝                             | 02回目 （2年連続） |
| 2      | 脇本雄太   | 福井   | 高松宮記念杯（和歌山）・寬仁親王牌（前橋） 優勝 | 03回目 （3年連続） |
| 3      | 松浦悠士   | 広島   | オールスター（名古屋） 優勝                     | 02回目 （2年連続） |
| 4      | 和田健太郎 | 千葉   | 取得賞金額 第7位                                | 初出場             |
| 5      | 清水裕友   | 山口   | 全日本選抜（豊橋） 優勝                         | 03回目 （3年連続） |
| 6      | 守澤太志   | 秋田   | 取得賞金額 第9位                                | 初出場             |
| 7      | 平原康多   | 埼玉   | 取得賞金額 第4位                                | 11回目 （8年連続） |
| 8      | 新田祐大   | 福島   | 取得賞金額 第8位                                | 07回目 （6年連続） |
| 9      | 佐藤慎太郎 | 福島   | 取得賞金額 第6位                                | 06回目 （2年連続） |
| 誘導員 | 齊藤竜也   | 神奈川 |                                                 |                    |

## 成績

### 競走成績
- 12月30日（水）[9][10][11][12][13]

| 着 | 車番 | 選手       | 登録地 | 級 班 | 着差     | 決まり手 | 上がり (秒) | H/B | 特記                   |
| -- | ---- | ---------- | ------ | ----- | -------- | -------- | ----------- | --- | ---------------------- |
| 1  | 4    | 和田健太郎 | 千葉   | SS    |          | 差し     | 11.0        |     |                        |
| 2  | 2    | 脇本雄太   | 福井   | SS    | 3/4車身  | 逃げ     | 11.5        | HB  |                        |
| 3  | 9    | 佐藤慎太郎 | 福島   | SS    | 1/8車輪  |          | 10.8        |     |                        |
| 4  | 6    | 守澤太志   | 秋田   | SS    | 3/4車身  |          | 10.8        |     |                        |
| 5  | 7    | 平原康多   | 埼玉   | SS    | タイヤ差 |          | 11.5        |     | 重注（押上げ）         |
| 6  | 5    | 清水裕友   | 山口   | SS    | 1/4車輪  |          | 11.3        |     | 走注（押上げ）         |
| 7  | 8    | 新田祐大   | 福島   | SS    | 1車身1/2 |          | 11.2        |     |                        |
| 8  | 3    | 松浦悠士   | 広島   | SS    | 3/4車身  |          | 11.6        | SJ  | 走注（斜行×2・押上げ） |
| 9  | 1    | 郡司浩平   | 神奈川 | SS    | 1車身1/2 |          | 11.7        |     |                        |

### 配当金額
- 上段：複式、下段：単式

| 2枠連     | 2枠連        | 2車連       | 2車連         | 3連勝        | 3連勝           | ワイド          | ワイド                                 |
| 322,231票 | 322,231票    | 1,044,454票 | 1,044,454票   | 3,866,415票  | 3,866,415票     | 400,397票       | 400,397票                              |
|           |              |             |               |              |                 |                 |                                        |
| 2=4       | 1,770円 (12) | 2=4         | 7,110円 (23)  | 2=4=9        | 23,060円0 (69)  | 2=4 4=9 2=9     | 2,120円 (25) 3,120円 (31) 1,330円 (18) |
| 4-2       | 4,430円 (29) | 4-2         | 20,020円 (55) | 4-2-9        | 221,650円 (419) | 2=4 4=9 2=9     | 2,120円 (25) 3,120円 (31) 1,330円 (18) |
|           |              |             |               |              |                 |                 |                                        |
| 404,161票 | 404,161票    | 6,813,816票 | 6,813,816票   | 43,863,346票 | 43,863,346票    | 計 56,714,820票 | 計 56,714,820票                        |

### レース概要
隊列は、3松浦悠士－5清水裕友、1郡司浩平－4和田健太郎、8新田祐大－9佐藤慎太郎－6守澤太志、最後方に初連携の2脇本雄太－7平原康多。
和田がグランプリ初出場で初優勝。滝澤正光、鈴木誠、2009年の海老根恵太に次ぐ、千葉支部4人目のGPウイナーとなった。GI優勝未経験でのGP制覇は2006年の有坂直樹以来4人目。2車単が初の2万円台（従来は2019年大会）、3連単が初の20万円台（従来は2005年大会）と、ともにGP史上最高配当を更新した。

## エピソード
- 平塚での開催は、浅井康太が優勝したKEIRINグランプリ2017以来3年ぶり8回目。

- 今開催はCOVID-19流行と感染拡大を防止する観点から、入場は神奈川県在住者のみにした上、事前に抽選を行われた上で各日2,000名[注 1]と制限した上での開催となった[23]。また、松戸競輪場・広島競輪場では当初予定されていた場外発売が取りやめとなった（新型コロナウイルスに伴う影響）。

- 毎年恒例である共同記者会見[5]とファンを交えて行われている前夜祭は12月22日にグランドニッコー東京 台場にて開催されたが、今回は関係者のみの招待とし、出場選手はリモート出演（ガールズグランプリの佐藤水菜は体調不良のため欠席）という形で行われた（司会は平子祐希）。なお、この前夜祭の模様はABEMA 競輪・オートレースチャンネルにて生中継された[24]ほか、平塚競輪のYouTubeチャンネルでも現在でも公開されている[25]。

- 地上波中継は「坂上忍の勝たせてあげたいTV KEIRINグランプリ2020」《日本テレビ系列全国ネット》[注 2][26][27][28]。なお、前年まで地上波かBS日テレで中継されていた初日のオッズパーク杯ガールズグランプリ2020もSPEEDチャンネルだけの中継となったため、この年は最終日のKEIRINグランプリ2020以外はSPEEDチャンネルのみの中継となった。また、第1回の1985年から続いていたラジオ中継も取りやめとなった。

- GP単体の売上は、前回大会を4億円上回る56億7148万2000円。なお、KEIRINグランプリの売り上げが56億円を超えたのは、井上昌己が優勝したKEIRINグランプリ08（2008年）以来12年ぶりだった。

- シリーズ全体での目標額は130億円[29]だったが、先述した平塚本場での入場制限や一部競輪場での場外発売取りやめの影響もあり、シリーズ三日間の総売上額は117億2516万4900円[30]で目標額を大幅に下回った。
  - 8831万7400円 - 本場
  - 59億3903万2100円 - 場外
  - 56億9781万7500円 - 電話・インターネット投票
  - 117億2516万4900円 - 計

- 静岡競輪場（静岡県静岡市駿河区）にて、本大会翌日の2020年12月31日に的中車券（20万200円）の払い戻しを求めに来た男性に対し、誤って10倍の200万2000円を手渡していたことを2021年1月8日に静岡市公営競技事務所が発表した。男性を特定できないため、静岡市は「返還してほしい」と呼び掛けると共に静岡県警察に対して被害届の提出も検討されていた[31][32][33]が、公表翌日の9日に当該男性から過払い分が返還された[34]。なお、返還がない場合は静岡市の予算から主催者である平塚市に差額の180万1800円を支払うことになっていた[31]。

### 競走データ
- 前年のグランプリから7選手が連続出場を果たしたのは、KEIRINグランプリ2012以来。

- グランプリシリーズ3日間とも、選手入場時の選手名読み上げは立木文彦が担当。選手入場曲はKEIRINグランプリは『止まらないHa〜Ha』（矢沢永吉）、ヤンググランプリは『飛行艇』（King Gnu）、ガールズグランプリは『FLY』（ALLY&DIAZ feat.MINMI&SATOSHI from 山嵐）がそれぞれ使用された。

- 優勝の和田健太郎は、KEIRINグランプリ2013（2013年）の金子貴志以来7年ぶり史上10例目の初出場初優勝（第1回を除く）を果たした。